# Mark Telea
Pas d'image ? Cliquez ici

a Compétitions nationales et continentales officielles uniquement.

b Matchs officiels uniquement.
Dernière mise à jour le 25 novembre 2024.
Mark Telea, né le 6 décembre 1996 à Auckland (Nouvelle-Zélande), est un joueur international néo-zélandais de rugby à XV. Il joue au poste d'ailier. Il évolue avec les Blues en Super Rugby depuis 2020, et avec la province de North Harbour en National Provincial Championship depuis 2022.

## Biographie

### Formation et début de carrière à North Harbour (jusqu'en 2019)
Mark Telea est né à Auckland, d'un père né en Afrique du Sud, et d'une mère d'origine samoane. Il est scolarisé à la Massey High School (en) d'Auckland.
Après avoir terminé sa scolarité, il joue dans le championnat amateur de la fédération de North Harbour avec le club du Massey RFC'. Il fait partie de l'équipe qui remporte ce championnat en 2016. Il fait partie des joueurs les plus en vue de son équipe lors de la saison. Il représente parallèlement l'équipe des moins de 20 ans des Blues.
Plus tard en 2016, alors qu'il n'avait pas été retenu dans l'effectif initial, ses performances en club lui permettent d'être recruté par la province de North Harbour pour disputer le National Provincial Championship (NPC),. Il joue son premier match professionnel le 18 août 2016 face aux Counties Manukau, en tant que remplaçant,. Il joue ses deux premiers matchs dans la peau d'un remplaçant, avant de connaître par la suite ses premières titularisations au poste d'ailier.
Au début de l'année 2017, il joue avec l'équipe de rugby à sept de North Harbour dans plusieurs tournois nationaux. Auteur de performances remarquées, il est alors contacté par Gordon Tietjens, alors entraîneur de l'équipe des Samoa de rugby à sept, qui souhaite le voir rejoindre sa sélection. Il décline toutefois cette invitation.
Auteur de quatre matchs lors de sa première saison de NPC, il termine sa deuxième saison avec le même bilan. En 2018, il joue huit rencontres, mais dont seulement deux comme titulaire. Il ne s'impose réellement comme un titulaire avec North Harbour qu'en 2019, jouant alors neuf matchs, tous comme titulaire, et inscrivant six essais,.
En 2019 également, il fait partie du groupe élargi de la franchise des Hurricanes, avec qui il s'entraîne au début de la saison de Super Rugby. Il s'agit cependant d'une période difficile pour Telea, puisqu'il perd alors son frère aîné Jerico, tué dans une agression nocturne. Plus tard la même saison, il joue avec l'équipe Development (espoir) des Blues, disputant notamment un match amical contre le club japonais des Honda Heat.

### Emergence au plus haut niveau avec les Blues (depuis 2020)
Grâce à ses performances en NPC, Mark Telea obtient un contrat avec la franchise des Blues pour disputer la saison 2020 de Super Rugby.
Il joue son premier match de Super Rugby le 31 janvier 2020 contre les Chiefs. Lors de son deuxième match, il inscrit un triplé remarqué à l'occasion de la victoire de son équipe face aux Waratahs. S'étant imposé comme un titulaire indiscutable avec sa nouvelle équipe, il dispute sept matchs avant que la saison ne soit arrêtée à cause de la pandémie de Covid-19, et inscrit cinq essais,. Quelques mois plus tard, il participe au Super Rugby Aotearoa avec les Blues, et dispute sept autres rencontres. Au terme de la saison, il prolonge son contrat jusqu'en 2022.
Après cette première saison réussie en Super Rugby, il prend part en septembre 2020 à la rencontre entre le Nord et le Sud (en) avec l'équipe de l'île du Nord, que son équipe perd,.
En 2020 toujours, il change de province de NPC, et rejoint Tasman. Au sein de cette équipe très compétitive, où notamment les All Blacks Sevu Reece, Will Jordan ou Leicester Fainga'anuku peuvent jouer à son poste, il joue onze matchs et participe à la victoire de son équipe en championnat,.
En 2021, Telea continue d'être un titulaire avec les Blues lors du Super Rugby Aotearoa, puis du Super Rugby Trans-Tasman. Il remporte ce dernier championnat au terme de la saison, après une finale gagnée face aux Highlanders, rencontre pendant laquelle il inscrit un essai.
Lors du NPC 2021, il ne dispute que trois matchs avec Tasman, avant de se blesser pour le restant de la saison.
De retour sur les terrains au début de la saison 2022 de Super Rugby, il retrouve rapidement son niveau avec les Blues, et reste titulaire lors de toute la saison. Son équipe fait un bon parcours, mais échoue cependant en finale de la compétition face aux Crusaders. Il prolonge ensuite son contrat pour une nouvelle saison, soit jusqu'en 2023. Toujours en 2022, il quitte Tasman après deux saisons, et retourne jouer dans sa province d'origine de North Harbour.
En juin 2022, il est sélectionné pour la première fois avec les All Blacks par Ian Foster, en remplacement de Will Jordan malade, afin de préparer une série de test-matchs face à l'Irlande. Il n'est cependant pas utilisé.
En octobre 2022, il est sélectionné avec les All Blacks XV, l'équipe réserve néo-zélandaise, dans le cadre d'une tournée en Europe. Il ne joue finalement pas avec cette équipe, puisqu'il est rapidement rappelé avec l'équipe première néo-zélandaise, en remplacement de Leicester Fainga'anuku. Il obtient sa première sélection le 13 novembre 2022 à l'occasion d'un test-match face à l'Écosse à Murrayfield. Il effectue des débuts remarqués, dans la mesure où il parvient à inscrire un doublé lors de cette première sortie au niveau international,. Il enchaîne ensuite avec un deuxième match face à l'Angleterre à Twickenham la semaine suivante, en clôture de la saison internationale.
Lors de la saison 2023 de Super Rugby, il inscrit douze essais en treize matchs, tandis que sn équipe échoue en demi-finale de la compétition. Il est alors considéré comme l'un des ailiers en forme du rugby néo-zélandais, et prolonge son contrat avec les Blues et sa fédération jusqu'en 2025,.
En juin 2023, il est sélectionné avec les All Blacks pour participer au Rugby Championship 2023. Il joue deux matchs lors de la compétition, qui et remportée par son équipe.
Dans la foulée, il est retenu dans le groupe néo-zélandais sélectionné pour disputer la Coupe du monde en France. Titulaire lors du match d'ouverture face à la France, il inscrit un doublé malgré la défaite de son équipe,. Il manque le quart de finale contre l'Irlande, après avoir été écarté pour des raisons disciplinaire, suivant une « infraction du protocole de l'équipe ». Il dispute ensuite comme titulaire la demi-finale gagnée face à l'Argentine, et la finale perdure face à l'Afrique du Sud,.

## Palmarès

### En club
- Vainqueur du NPC en 2020 avec Tasman.
- Vainqueur du Super Rugby Trans-Tasman en 2021 avec les Blues.
- Finaliste du Super Rugby en 2022 avec les Blues.

### En équipe nationale
- Vainqueur du Rugby Championship en 2023.
- Finaliste de la Coupe du monde en 2023.

## Statistiques internationales
Au 25 novembre 2024, Mark Telea compte 19 capes en équipe de Nouvelle-Zélande, dont 17 en tant que titulaire, depuis le 13 novembre 2022 contre l'Écosse à Murrayfield. Il inscrit treize essais (65 points).
Avec les All Blacks, il dispute une Coupe du monde en 2023. Il a participé à deux éditions du Rugby Championship, en 2023 et 2024. Il dispute six rencontres dans cette compétition.